# Subdivisões da Venezuela

Mapa político da Venezuela, mostrando a divisão por entidades federais. A área em rosa equivale à região da Guiana Essequiba, reivindicada pelo Governo venezuelano à Guiana

A Venezuela é uma federação constituída pela união de 23 estados e do Distrito Capital, as dependências federais, os territórios federais e 335 municípios.

## Subdivisões

### Entidades federais
De acordo com a Constituição, os estados são as principais subdivisões territoriais da Venezuela. Os estados possuem governo e constituição próprios. O corpo legislativo é representado pelo Conselho Legislativo Regional (Conselho Legislativo Regional) ou Estadual (Estadal). Cada Conselho Regional possui de 7 (mínimo) a 15 (máximo) representantes eleitos de acordo com a representação proporcional. O poder executivo é exercido pelo Governador, que deve organizar um gabinete ministerial. Novas eleições ocorrem a cada 4 anos para definir os deputados e o governador de cada estado. Os estados da Venezuela são:  
| Bandeira | Entidade federal | Capital                | População (2001) |
| -------- | ---------------- | ---------------------- | ---------------- |
|          | Amazonas         | Puerto Ayacucho        | 142.220 hab.     |
|          | Anzoátegui       | Barcelona              | 1.222.225 hab.   |
|          | Apure            | San Fernando de Apure  | 376.756 hab.     |
|          | Aragua           | Maracay                | 1.449.616 hab.   |
|          | Barinas          | Barinas                | 624.508 hab.     |
|          | Bolívar          | Ciudad Bolívar         | 1.214.846 hab.   |
|          | Carabobo         | Valência               | 1.932.168 hab.   |
|          | Cojedes          | San Carlos             | 253.105 hab.     |
|          | Delta Amacuro    | Tucupita               | 97.987 hab.      |
|          | Falcón           | Coro                   | 76.378 hab.      |
|          | Guárico          | San Juan de Los Morros | 627.086 hab.     |
|          | Lara             | Barquisimeto           | 1.556.415 hab.   |
|          | Mérida           | Mérida                 | 715.268 hab.     |
|          | Monagas          | Maturín                | 712.626 hab.     |
|          | Nueva Esparta    | La Asunción            | 373.851 hab.     |
|          | Portuguesa       | Guanare                | 725.740 hab.     |
|          | Sucre            | Cumaná                 | 786.483 hab.     |
|          | Táchira          | San Cristóbal          | 992.669 hab.     |
|          | Trujillo         | Trujillo               | 608.563 hab.     |
|          | Vargas           | La Guaira              | 298.109 hab.     |
|          | Yaracuy          | San Felipe             | 499.049 hab.     |
|          | Zulia            | Maracaibo              | 3.620.200 hab.   |
|          | Distrito Capital | Caracas                | 1.836.286 hab.   |